# Six Degrees of Inner Turbulence
Six Degrees of Inner Turbulence (con frecuencia abreviado SDOIT o 6DOIT) es el sexto álbum de larga duración de la banda de metal progresivo Dream Theater. Es un CD doble lanzado el 29 de enero de 2002 mediante la discográfica Elektra Records. 
El primer disco contiene cinco pistas que tienen entre 6 y 14 minutos de duración, y el segundo disco está ocupado completamente por un tema de 42 minutos que le da el nombre al álbum. Esta canción contiene 8 movimientos y fue separada en ocho pistas para fácil acceso a cada uno.
La primera pista del primer disco comienza con el ruido blanco con el que termina Scenes from a Memory, mientras que la última pista, Losing Time termina con una acorde largo de cuerdas sintetizadas, que es usado también como el intro del tema As I Am de su siguiente álbum en estudio, Train of Thought.
Es el segundo disco más largo de la banda, después de The Astonishing.

## Concepto
El álbum es una especie de álbum conceptual en el cual las cinco canciones que abarcan el primer disco exploran diferentes temas de como ser en la vida, luchar contra el alcoholismo, la pérdida de la fe, autoaislamiento, y la santidad de la vida y la muerte. La sexta canción—una pieza de 42 minutos que ocupa el segundo disco, separada en ocho canciones—explora las historias de seis personas que sufren de enfermedades mentales. Están particularmente representados el trastorno por estrés postraumático y el bipolar, la esquizofrenia, la depresión posparto, el autismo y el trastorno de personalidad disociativa. Además, el título del disco quizás aluda al hecho de que cada canción en él puede ser vista como una forma de desorden interior, pudiendo ser las seis canciones una referencia a los seis grados de separación. Los estilos musicales que se encuentran en la sexta canción denotan la vasta influencia que tiene la banda de géneros como la música clásica y la tradicional, el jazz y el heavy metal.

## Canciones

### Disco 1

#### The Glass Prison
La primera canción del álbum, The Glass Prison, cuenta la historia de rehabilitación del alcoholismo de Mike Portnoy. The Glass Prison está compuesta de tres partes y la intención de Portnoy es extender la canción a 12 partes que reflejen los 12 pasos del programa de rehabilitación para alcohólicos de Bill W.. Esta canción continúa con otras pistas de los siguientes álbumes (This Dying Soul en Train of Thought, The Root of All Evil en Octavarium, Repentance en Systematic Chaos y The Shattered Fortress de Black Clouds & Silver Linings) conformando en total la Suite de Alcohólicos Anónimos. La influencia musical de la canción inició la noche anterior a la primera sesión del álbum, en la que John Petrucci y Mike Portnoy asistieron a un concierto de la banda de groove metal Pantera, lo que les inspiró a crear la canción, que por cierto es una de las canciones más pesadas de la banda.

#### Blind Faith
La segunda canción, Blind Faith, con letra de James LaBrie sobre cuestionar las creencias religiosas. Esta temática lírica es similar a la que se presenta en el álbum The Downward Spiral de Nine Inch Nails.

#### Misunderstood
La tercera canción, Misunderstood, con letra de John Petrucci, habla sobre un individuo que se siente alejado de la sociedad. En esta canción, Petrucci escribió e interpretó el solo de guitarra, y entonces la hizo ir en reversa . Luego aprendió a interpretar esta versión en reversa, y después de la grabación, se invierte una vez más. Esto dio lugar a un solo que sonaba como su solo original, pero con un toque único a la manera en que las notas tocadas. Esta técnica ha sido utilizada previamente por George Harrison para la canción I'm Only Sleeping de los Beatles.

#### The Great Debate
La cuarta canción, The Great Debate es una canción con el típico estilo de Dream Theater y es una canción no partidista al tema de la investigación con células madre. Su nombre original era "Conflict at Ground Zero", pero fue cambiada debido al tema de los atentados del 11 de septiembre de 2001.

#### Disappear
La quinta y última canción del Disco 1, Disappear, con letra también escrita por LaBrie, consiste en una balada oscura que habla de una persona que está a punto de morir.

## Influencias
Las influencias a la hora de componer el álbum, según los mismos autores, incluyen a Master of Puppets de Metallica, OK Computer de Radiohead, Vulgar Display of Power de Pantera y la canción Mouth for War, Rust in Peace de Megadeth, Achtung Baby de U2, Ænima de Tool, The Downward Spiral de Nine Inch Nails, Superunknown de Soundgarden, Dirt de Alice in Chains, Thud de Kevin Gilbert, Faith Hope Love de King's X, Space in Your Face de Galactic Cowboys, Béla Bartók, The Battle of Los Angeles de Rage Against the Machine, y Chopin Nocturnes de Maria Tipo.

## Lista de canciones
Toda la música compuesta por John Petrucci, John Myung, Jordan Rudess y Mike Portnoy. 
| CD 1 |                                                                              |          |                            |  |
| N.º  | Título                                                                       | Letras   | Duración                   |  |
| 1.   | «The Glass Prison" - I. "Reflection" - II. "Restoration" - III. "Revelation» | Portnoy  | 13:52 - 5:55 - 3:53 - 4:04 |  |
| 2.   | «Blind Faith»                                                                | LaBrie   | 10:21                      |  |
| 3.   | «Misunderstood»                                                              | Petrucci | 9:34                       |  |
| 4.   | «The Great Debate»                                                           | Petrucci | 13:43                      |  |
| 5.   | «Disappear»                                                                  | LaBrie   | 6:46                       |  |

### Disco 2
| CD 2  | | |                                                               |  |
| N.º   | Título | Letras | Duración                                                      |  |
| 6.    | «Six Degrees of Inner Turbulence» - I. «Overture» - II. «About to Crash» - III. «War Inside My Head» - IV. «The Test That Stumped Them All» - V. «Goodnight Kiss» - VI. «Solitary Shell» - VII. «About to Crash (Reprise)» - VIII. «Losing Time»/«Grand Finale» | Petrucci, Portnoy - (instrumental) - Petrucci - Portnoy - Portnoy - Portnoy - Petrucci - Petrucci - Petrucci | 42:04 - 6:50 - 5:51 - 2:08 - 5:03 - 6:17 - 5:48 - 4:05 - 6:01 |  |
| 42:04 | | |                                                               |  |

## Intérpretes

### Dream Theater
- James LaBrie – voz principal
- John Myung – bajo
- John Petrucci – guitarras, coros, guitarra acústica en Disappear, producción
- Mike Portnoy – batería, coros, segunda voz en The Glass Prison y en War Inside My Head, producción
- Jordan Rudess – Teclados

### Personal adicional
- Howard Portnoy (padre de Mike Portnoy) – gong drum en The Great Debate

### Producción
- Doug Oberkircher – ingeniero de audio
- J.P. Sheganowski – ayudante de ingeniería
- Kevin Shirley – mezcla
- Claudius Mittendorfer – ayudante de mezcla
- George Marino – masterización
- Eugene "UE" Natasi – ayudante de masterización
- Dung Hoang – ilustraciones
- Ken Schles – fotografía
- May Redding – estilista
- JMatic – dirección artística

## Actuación en las carteleras
Billboard 200:
- Six Degrees of Inner Turbulence - #46

Billboard Top Internet Albums:
- Six Degrees of Inner Turbulence - #1

## Trivia
- La noche anterior a la primera sesión del álbum, John Petrucci y Mike Portnoy asistieron a un concierto de la banda de Heavy metal Pantera, lo que les inspiró a crear "The Glass Prison", una de las canciones más pesadas de la banda.

- "Six Degrees of Inner Turbulence" es el tema de mayor duración de la banda que aparece en un álbum (42:04), sin contar con la suite de Mike Portnoy Twelve-step Suite (57:18)